# Ranto Panyang (Tangse)
Ranto Panyang is een bestuurslaag in het regentschap Pidie van de provincie Atjeh, Indonesië. Ranto Panyang telt 800 inwoners (volkstelling 2010).